# Neea ekmanii
Neea ekmanii là một loài thực vật thuộc họ Nyctaginaceae. Đây là loài đặc hữu của Cuba. Chúng hiện đang bị đe dọa vì mất môi trường sống.